# کلیکوری (قمر)
کلیکوری (به انگلیسی: Kallichore)، (یونانی: Καλλιχόρη) که با نام ژوپیتر XLIV هم خوانده می‌شود، از قمرهای طبیعی سیاره مشتری است. این قمر در سال۲۰۰۳ توسط تیمی از ستاره شناسان دانشگاه هاوایی به رهبری اسکات اس.شپرد و همکارانش کشف شد؛ و با نام موقت اس/۲۰۰۳جی ۱۱ نامگذاری شد.
کلیکوری حدود۲ کیلومتر قطر دارد. متوسط مدارش ۲۳٬۱۱۲ مگامتر است و دوره آن ۷۱۷٫۸۰۶ روز بوده و انحراف آن ۱۶۵ درجه نسبت به دائرةالبروج و (۱۶۴ درجه نسبت به استوای مشتری) است. حرکت این قمر رجوعی و خروج از مرکز مدار آن ۰٫۲۰۴۲ است.
در ماه مارس ۲۰۰۵ به نام نیمف کلیکوری نامیده شد.
این قمر به گروه کارمه تعلق دارد که قمرهای نامنظمی دارد که با حرکت مخالف گرد و فاصله بین ۲۳ و ۲۴ گیگامتر وانحراف ۱۶۵درجه بدور مشتری می‌چرخند.